# Bundesheer (Deutscher Bund)

Die Staaten des Deutschen Bundes

Das Deutsche Bundesheer war von 1815 bis 1866 die Streitmacht des Deutschen Bundes. Geregelt waren die militärischen Fragen vor allem in der Bundeskriegsverfassung ab 1821. Der Bund hatte selbst keine Truppen, sondern war auf Truppen der Mitgliedsstaaten angewiesen. Diese Truppen waren in Bundeskorps eingeteilt. Im Bedarfsfall ernannte der Deutsche Bundestag, das einzige Organ des Bundes, einen Bundesfeldherrn.
Von 1848 bis 1850/51 war der Bundestag inaktiv (nach Ansicht der Mitgliedsstaaten) oder aufgelöst (nach Ansicht der Frankfurter Nationalversammlung). Im revolutionären Deutschen Reich 1848/49 waren die Bundestruppen bzw. Reichstruppen dem Kriegsminister der provisorischen Zentralgewalt unterstellt. Ab 1. Dezember 1849 wurde diese Reichsregierung durch eine Bundeszentralkommission abgelöst. 1850/1851 wurde der Bundestag wiederhergestellt.
Der Deutsche Bund selbst besaß die sogenannten Bundesfestungen. Die dort dauerhaft stationierten Truppen gehörten wiederum zu Mitgliedsstaaten. Von 1848 bis 1852 gab es eine Reichsflotte.
Der Deutsche Bund hatte drei Möglichkeiten, Militär einzusetzen:
- Eine Bundesintervention bedeutete, dass der Bund Truppen schickte, um eine bedrängte, legale Regierung eines Mitgliedsstaates gegen Aufständische zu schützen.
- Eine Bundesexekution richtete sich hingegen gegen eine Regierung eines Mitgliedsstaates. Grundlage dafür war ein Rechtsbruch dieser Regierung.
- Ein Bundeskrieg beschützte das Bundesgebiet gegen äußere Feinde.

In der Geschichte des Bundes beschloss der Bundestag mehrmals Bundesinterventionen und Bundesexekutionen. Es gab nur einen einzigen Bundeskrieg, und zwar den gegen Dänemark 1848–1851. Übrige Kriege von Mitgliedsstaaten gegen andere Mächte waren bundesfremde Kriege, sofern sie nicht das Bundesgebiet betrafen. Ursprünglich war der Bund als Bollwerk gegen Frankreich gegründet worden. Zu einer Auseinandersetzung mit diesem westlichen Nachbarn Deutschlands ist es jedoch nie gekommen.
Zum letzten Mal wurden Bundestruppen im Deutschen Krieg 1866 gegen Preußen (und dessen Verbündete) eingesetzt. Danach wurde der Deutsche Bund aufgelöst. In der Zeit der Existenz gab es wiederholt Klagen über den Zustand der Truppen, die dem Bund zur Verfügung gestellt wurden. Außerdem zögerten Mitgliedsstaaten aus Eigeninteresse die Einsetzung eines Bundesfeldherrn in mehreren Fällen hinaus.

## Aufstellung
Die Stärke des aktiven Heeres sollte 1835 insgesamt 303.484 Mann betragen, die einzelnen Bundesstaaten folgende Truppen bereitstellen:
| Bundesstaaten             | Truppenteile                              | Gesamt | Jäger       | Infanterie | Kavallerie | Artillerie | Pioniere   | Geschütze |
| ------------------------- | ----------------------------------------- | ------ | ----------- | ---------- | ---------- | ---------- | ---------- | --------- |
| Österreich                | I.,II.,III. Armeekorps                    | 94.826 | 3.675       | 69.826     | 13.546     | 6.827      | 948        | 192       |
| Preußen                   | IV.,V.,VI. Armeekorps                     | 79.234 | 3.071       | 58.347     | 11.319     | 5.705      | 792        | 160       |
| Bayern                    | VII. Armeekorps                           | 35.600 | 1.380       | 26.215     | 05.068     | 2.563      | 356        | 072       |
| Württemberg               | VIII. Armeekorps (Teile)                  | 13.955 |             | 10.826     | 01.994     | 1.145      |            | 018       |
| Baden                     | VIII. Armeekorps (Teile)                  | 10.000 |             | 07.751     | 01.429     | 0.820      |            | 020       |
| Hessen-Darmstadt          | VIII. Armeekorps (Teile)                  | 06.195 |             | 04.820     | 00.885     | 0.508      |            | 012       |
| Sachsen                   | IX. Armeekorps (Teile)                    | 31.679 | 1.168       | 23.369     | 04.308     | 2.473      | 301        | 060       |
| Kurhessen                 | IX. Armeekorps (Teile)                    | 05.679 |             | 04.402     | 00.812     | 0.466      |            | 010       |
| Nassau                    | IX. Armeekorps (Teile)                    | 04.039 |             | 03.721     |            | 0.318      |            | 008       |
| Luxemburg                 | Besatzung Festung Luxemburg               | 02.556 |             | 01.981     | 00.365     | 0.210      |            | 004       |
| Hannover                  | X. Armeekorps (Teile)                     | 13.054 |             | 10.118     | 01.865     | 1.071      | 217        | 026       |
| Holstein-Lauenburg        | X. Armeekorps (Teile)                     | 03.600 | 1 Bataillon | 02.791     | 00.514     | 0.295      | 1 Kompanie | 006       |
| Braunschweig              | X. Armeekorps (Teile)                     | 02.096 |             | 01.625     | 00.299     | 0.172      |            | 004       |
| Mecklenb.-Schwerin        | X. Armeekorps (Teile)                     | 03.580 |             | 02.775     | 00.511     | 0.294      |            | 006       |
| Mecklenb.-Strelitz        | X. Armeekorps (Teile)                     | 00.718 |             | 00.588     | 00.071     | 0.059      |            |           |
| Oldenburg                 | X. Armeekorps (Teile)                     | 02.800 |             | 02.621     |            | 0.179      |            | 004       |
| Lübeck, Bremen, Hamburg   | X. Armeekorps (Teile)                     | 02.190 |             | 01.699     | 00.312     | 0.179      |            | 004       |
| Sachsen-Altenburg         | 1. Btl. der Reservedivision               | 00.982 |             | 00.982     |            |            |            |           |
| Sachsen-Coburg-Gotha      | 2. Btl. der Reservedivision               | 01.366 |             | 01.366     |            |            |            |           |
| Sachsen-Meiningen         | 3. Btl. der Reservedivision               | 01.150 |             | 01.150     |            |            |            |           |
| Sachsen-Weimar            | 4. + 5. Btl. der Reservedivision          | 02.010 | 0.300       | 01.710     |            |            |            |           |
| Anhalt-Dessau             | 6. + 7. Btl. d. Reservediv. (Teile)       | 00.529 |             | 00.529     |            |            |            |           |
| Anhalt-Köthen             | 6. + 7. Btl. d. Reservediv. (Teile)       | 00.325 |             | 00.325     |            |            |            |           |
| Anhalt-Bernburg           | 6. + 7. Btl. d. Reservediv. (Teile)       | 00.370 |             | 00.370     |            |            |            |           |
| Hessen-Homburg            | 6. + 7. Btl. d. Reservediv. (Teile)       | 00.200 | 0.200       |            |            |            |            |           |
| Schwarzburg-Rudolstadt    | 10. Btl. d. Reservediv. (Teile)           | 00.539 |             | 00.539     |            |            |            |           |
| Schwarzburg-Sondershausen | 10. Btl. d. Reservediv. (Teile)           | 00.351 |             | 00.351     |            |            |            |           |
| Hohenzollern-Sigmaringen  | 11. Btl. d. Reservedivision (2 Kompanien) | 00.356 |             | 00.356     |            |            |            |           |
| Hohenzollern-Hechingen    | 11. Btl. d. Reservedivision (1 Kompanie)  | 00.155 |             | 00.155     |            |            |            |           |
| Liechtenstein             | 11. Btl. d. Reservedivision (1 Zug)       | 00.055 |             | 00.055     |            |            |            |           |
| Reuß ä. Linie             | 12. Btl. d. Reservediv. (Teile)           | 00.223 |             | 00. 223    |            |            |            |           |
| Reuß j. Linie             | 12. Btl. d. Reservediv. (Teile)           | 00.522 |             | 00.522     |            |            |            |           |
| Freie Stadt Frankfurt     | Stabswache Generalkommando                | 00.400 |             | 00.400     |            |            |            |           |

Die Truppenteile der Herzogtümer Holstein und Lauenburg waren bis 1864 in die dänische Armee eingegliedert, da der König von Dänemark in Personalunion auch Herzog der beiden Länder war. Dänemark selbst war hingegen nicht Mitglied des Deutschen Bundes und stellte selbst auch keine Truppen. Im Bündnisfall konnten daher auch nur die aus Holstein und Lauenburg stammenden Kontingente mobilisiert werden.
Zumindest für Teile der Pioniere und des Trains des X. Bundeskorps wird Kopenhagen als Ort von Revuen und Inspektionen erwähnt, was auf eine Stationierung dieser Truppenteile in der Stadt schließen lässt.

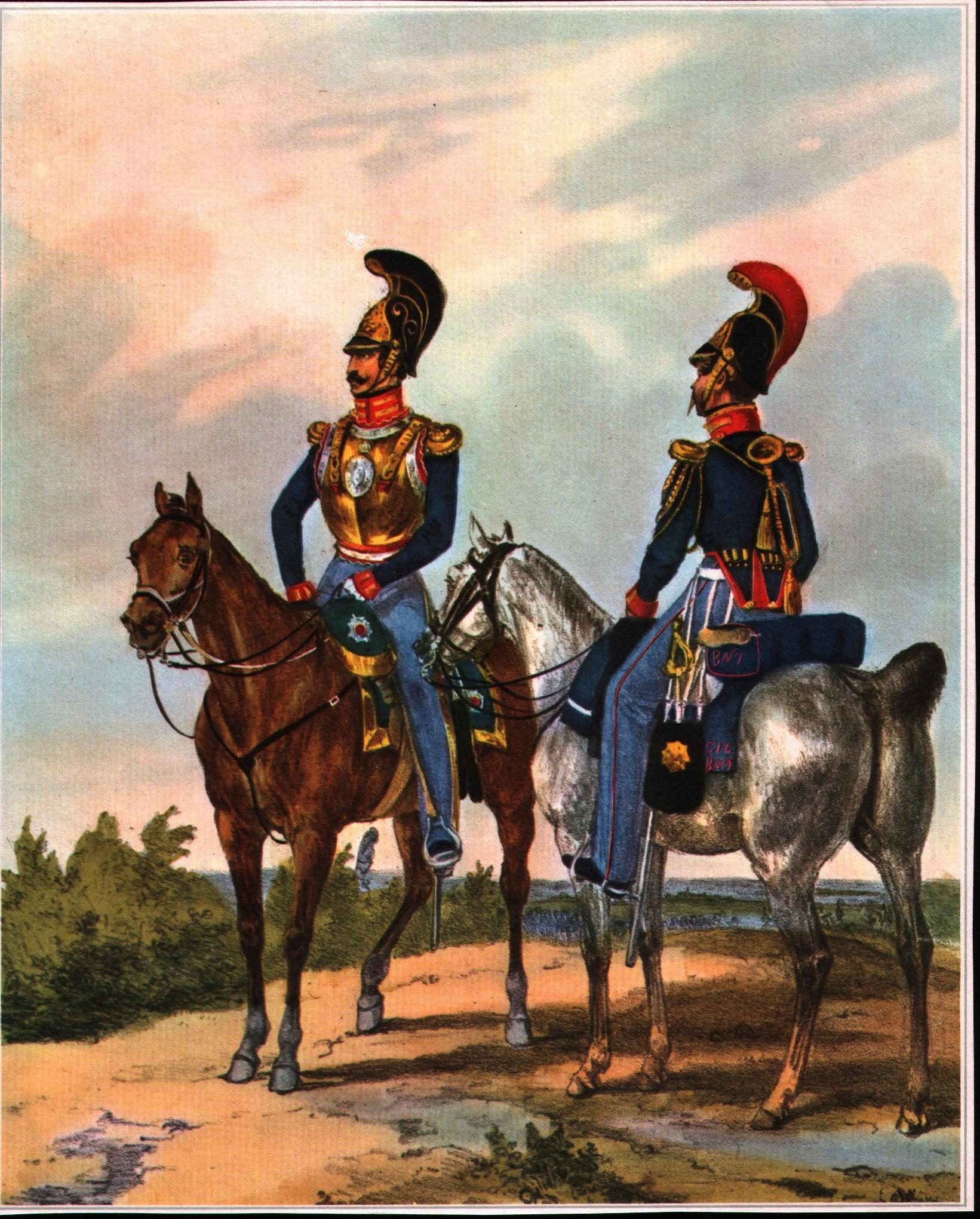
Garde du Corps Königreich Hannover 1835
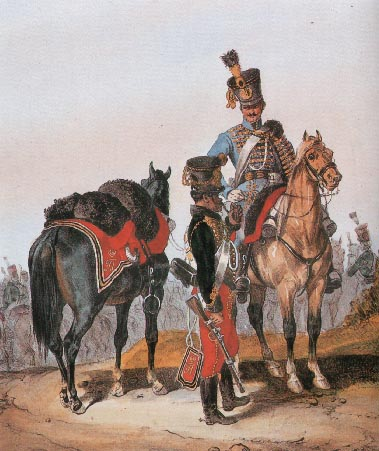
Österreichisch-Ungarische Husaren
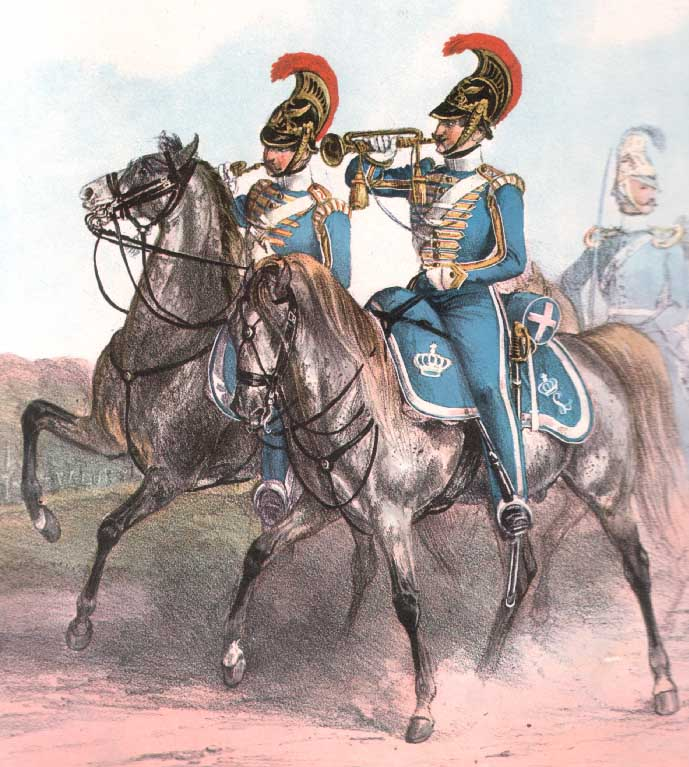
Badische Dragoner
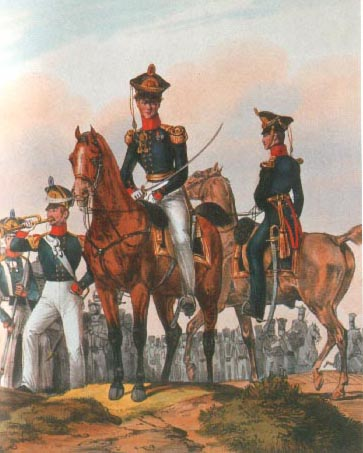
Oldenburgische Infanterie
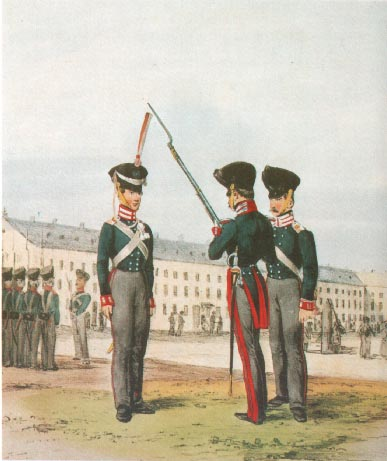
Kurhessische Gardeinfanterie
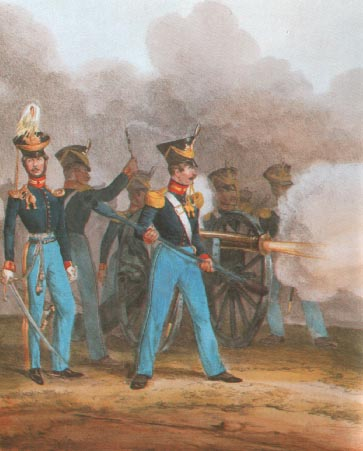
Kgl. Hannoversche Artillerie
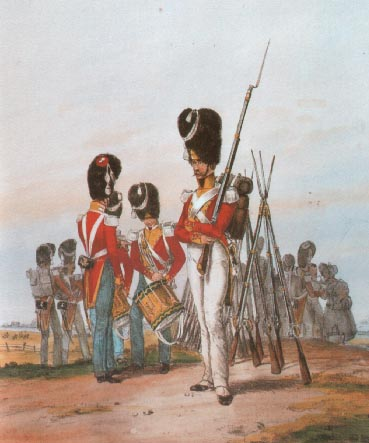
Sächsische Gardeinfanterie
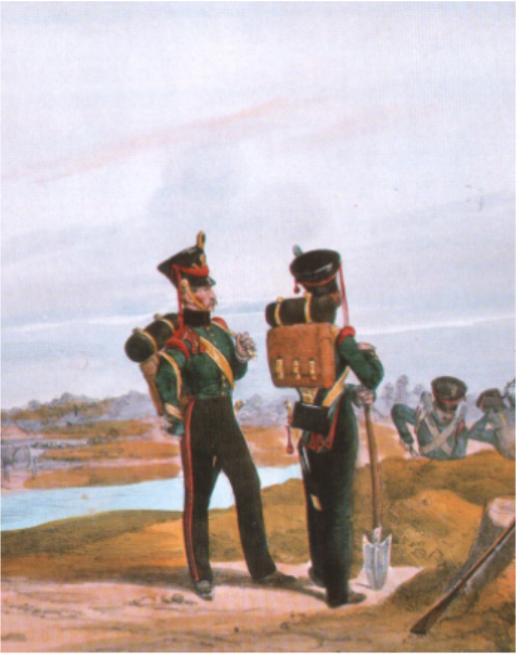
Nassauische Pioniere
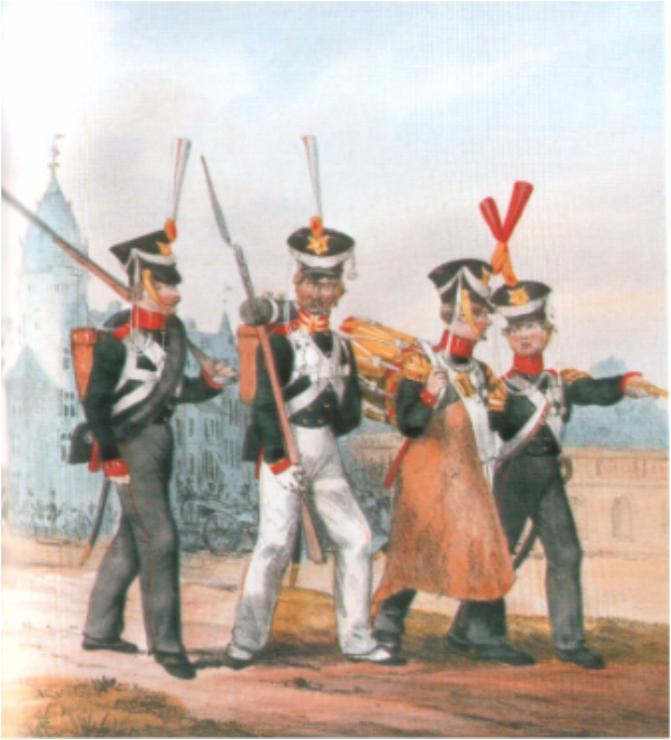
Lippe-Detmoldische Füsiliere
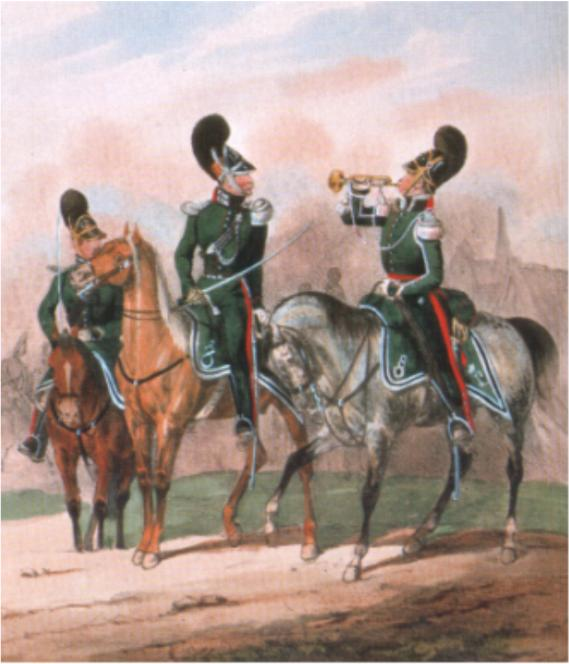
Hessische Chevauxlegers
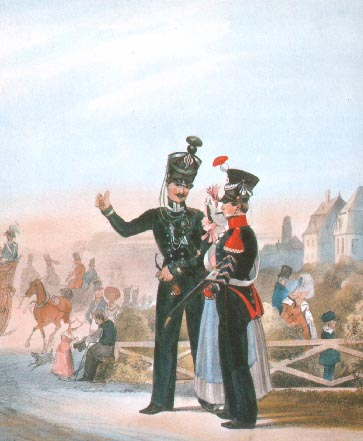
Infanterist der Stadt Frankfurt mit schwarz-rot-goldener Kokarde
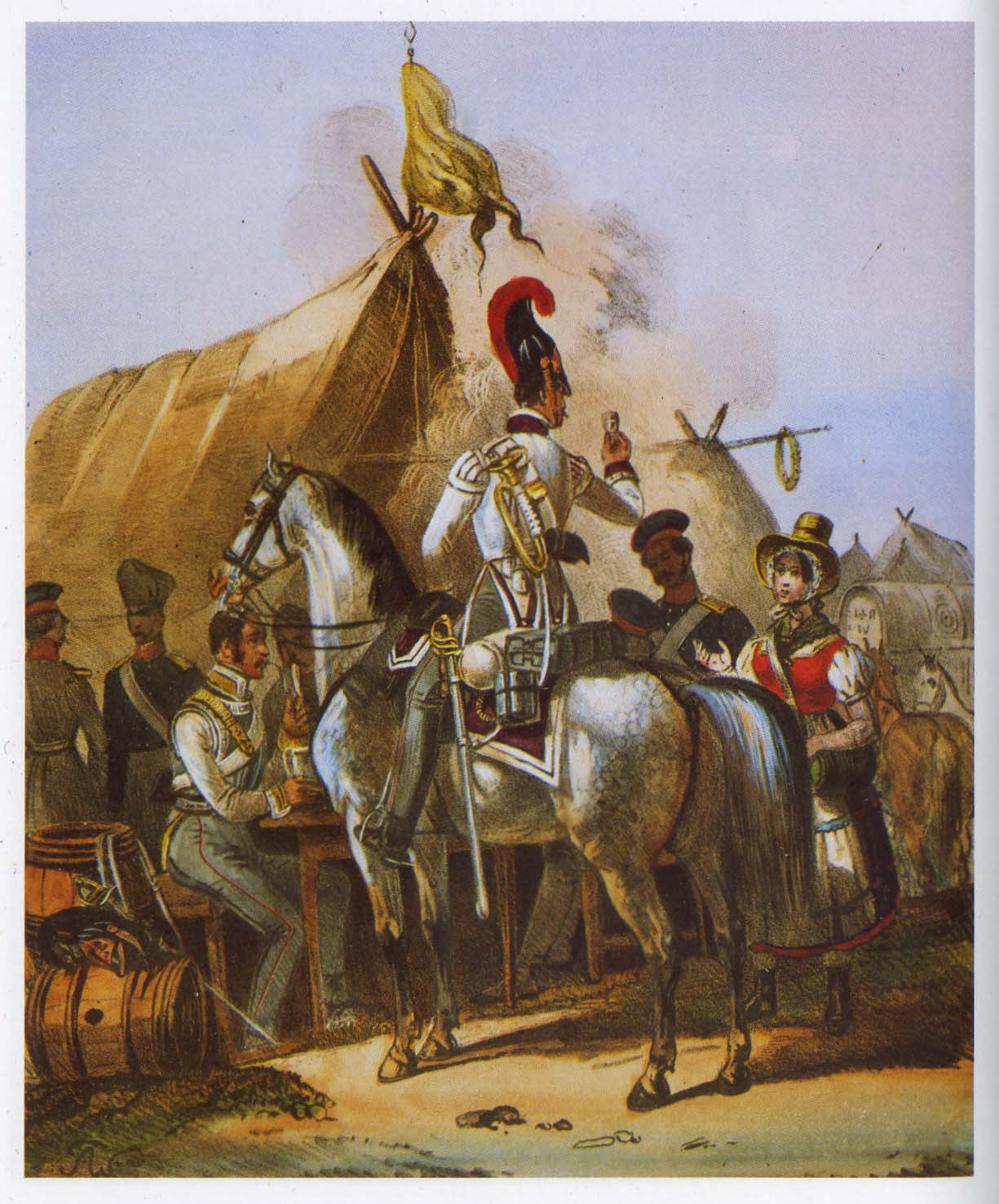
Preußische Kürassiere

Die Minimalkontingente der 18 Klein- und Kleinststaaten wurden 1830 aus den Armeekorps, denen sie bis dahin zugeteilt waren, herausgezogen, da sie durch ihre ungleiche Ausbildung und Bewaffnung taktisch eine Belastung darstellten. Man fasste sie zur Reservedivision zusammen, mit der Aufgabe, im Konfliktfalle die Bundesfestungen zu verstärken. Die freie Stadt Frankfurt stellte ihr Kontingent in Stärke eines Infanteriebataillons stets zum Schutz des Hauptquartiers der Armee. Die Bundesfestung Mainz war allein der Kurhessischen Armee anvertraut worden.

## Aufgaben, Einsätze und Kampfhandlungen

Schaubild zur Funktionsweise des Deutschen Bundes. Einziges Organ war der Bundestag.

Durch das relativ friedliche Zeitalter des Biedermeier ist dem Bundesheer eine große Bewährungsprobe lange erspart geblieben. Ohne den starken Rückhalt der beiden militärischen Großmächte Preußen und Österreich hätte es wahrscheinlich auch gar nicht zu einer solchen kommen können. Die Truppen der Klein- und Mittelstaaten waren allein nicht stark genug, um eine Bedrohung von außen abzuwehren. Erfüllt werden konnten die Aufgaben, die im Inneren des Reiches gestellt worden waren, so die Bundesexekution gegen das Herzogtum Braunschweig 1829 und gegen die Freie Stadt Frankfurt 1834. Allerdings waren hier keine Truppeneinsätze erforderlich, da bereits die alleinige Androhung ausgereicht hatte.

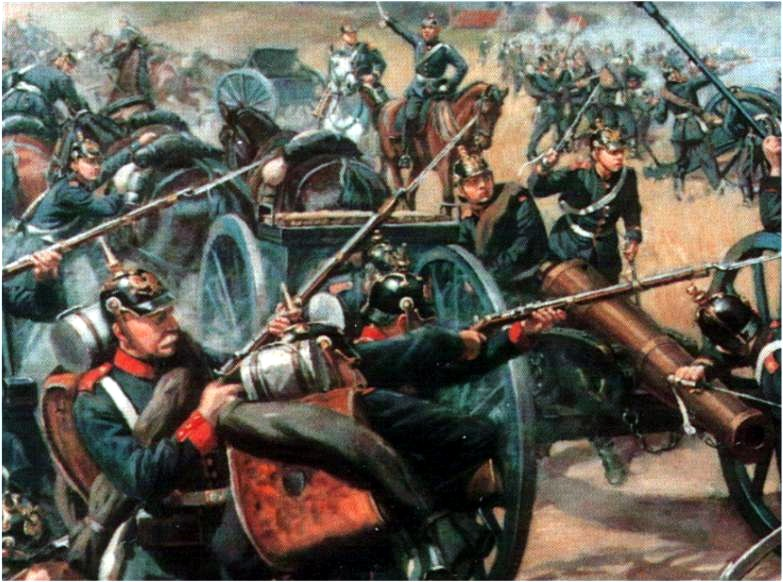
Preußische Artillerie bei Langensalza 1866

Auch bei den Bundesinterventionen genannten Hilfsmaßnahmen für durch Unruhen oder Revolutionen in Bedrängnis geratene Mitglieder war man erfolgreich. 1830 griff das Bundesheer in Luxemburg ein, 1833 in Frankfurt, 1848/49 in der Rheinpfalz und in der Badischen Revolution sowie 1850 und 1852 in Kurhessen. In allen Fällen wurden durch (damals so genannte) Polizeimaßnahmen Ruhe und Ordnung wiederhergestellt, wobei nicht nur die beiden deutschen Großmächte beteiligt waren, z. B. rückten Großherzoglich-Hessische Truppen in Baden ein.
Zum ersten größeren kriegerischen Einsatz kam es anlässlich des Bundeskrieges gegen Dänemark im Jahre 1848–1850/1851. Die etwa 9.000 Schleswig-Holsteinischen Soldaten wurden von etwa 14.000 Preußen, 11.000 Hannoveranern, Oldenburgern, Mecklenburgern, Braunschweigern und noch anderen Kontingenten unterstützt.
Auch wurde am 14. Juni 1848 von der Nationalversammlung in Frankfurt am Main eine Reichsflotte gegründet. In der kurzen Zeit 1848/1849 gelang es, einen kleineren Bestand von Schiffen zu kaufen und umzurüsten. Im Krieg gegen Dänemark kam die Reichsflotte allerdings so gut wie gar nicht zum Einsatz. Nach Niederschlagung der deutschen Revolution ging die Reichsflotte auf dem Weg der Bundeszentralkommission auf den wiederhergestellten Deutschen Bund über. Zwar gab es Pläne zur Weiterführung und zum Ausbau der Flotte als Bundesflotte, doch letztlich wollten weder der Deutsche Bund noch ein Mitgliedsstaat die Kosten dafür tragen. Grund dafür war neben der Kostenfrage das Kriegsende zwischen Deutschland und Dänemark: Eine deutsche Flotte wurde nicht mehr unmittelbar benötigt. 1852/1853 verkaufte Bundeskommissar Laurenz Hannibal Fischer die Schiffe.
Bedingt durch die immer noch ungelöste Schleswig-Holstein-Frage und den von dänischer Seite ausgelösten Verfassungskonflikt rückten Bundestruppen Ende 1863 mit je einer Brigade Österreicher, Preußen, Sachsen und Hannoveraner in Holstein ein. Diese Bundesexekution gegen die Herzogtümer Holstein und Lauenburg ist vom darauf folgenden Deutsch-Dänischen Krieg (1864) zu unterscheiden; dieser Krieg wurde nur von Österreich und Preußen (gegen Dänemark) geführt, nicht vom Bund. Die Gebiete wurden nach dem Krieg in einem österreichisch-preußischen Kondominium verwaltet.
Streitigkeiten über die Zukunft dieser Gebiete und letztendlich über die Vorherrschaft im Deutschen Bund führten schließlich zum Deutschen Krieg von 1866, vor dem Österreich die militärische Maßnahmen gegen Preußen beantragte. Preußen erklärte den Deutschen Bund einseitig für aufgelöst und besiegte die verbündeten Bundestruppen. In der Schlacht bei Königgrätz wurden die Österreicher geschlagen. Die Hannoveraner besiegten zwar die Preußen und Sachsen-Coburger zunächst bei Langensalza am 27. Juni 1866, mussten jedoch ihrerseits zwei Tage später wegen hoher Verluste und Nachschubschwierigkeiten den Kampf einstellen. Andauernde Streitigkeiten über die richtige Taktik waren auch der Grund, weshalb der Verband der süddeutschen Truppen (Badener, Bayern, Württemberger, Hessen-Darmstädter, Nassauer und Österreicher) in seinen Aktionen gelähmt blieb und von Preußen ohne große Schwierigkeiten besiegt werden konnte. (Die Kurhessische Armee hatte wegen der preußenfreundlichen Haltung des Kurfürsten ohnehin nur widerstrebend mobilgemacht. Sie stellte das Hauptkontingent der Festungsbesatzung von Mainz und war in so gut wie keine Kampfhandlungen verwickelt.) Dank seiner besseren Mobilität, Ausbildung, Bewaffnung und nicht zuletzt Motivation behielten die Preußen in diesem Krieg die Oberhand.

## Bewertung
Der Deutsche Krieg wurde zur eigentlichen Bewährungsprobe des Deutschen Bundes und seiner Bundestruppen. Kaernbach zufolge zeigte die Abstimmung vom 14. Juni 1866 im Bundestag noch einmal die Schwächen des Bundes. Die Mitgliedsstaaten machten allerlei Vorbehalte oder stimmten nicht einmal ab. Die Ernennung eines Bundesfeldherrn verschleppte sich, und im Krieg wurden die eigenen Truppen vor allem dazu verwendet, das eigene Gebiet zu verteidigen, anstatt Preußen gemeinsam zu bekämpfen.
Auch war die Ausbildung und Versorgung der Bundestruppen nicht auf dem benötigten Stand, um den Preußen und deren Verbündeten erfolgreich Paroli bieten zu können. Zum Scheitern der Idee des Bundesheeres hat auch beigetragen, dass viele der Regierungen in den Kleinstaaten aus Kostengründen nicht bereit waren, die Idee wirklich zu unterstützen.

## Jährliche finanzielle Verpflichtungen der Mitglieder des Bundesheeres
Den Bundesmatrikel hatte der Bund 1818 aufgrund der Bevölkerungszahlen seiner Mitglieder festgelegt. Abgesehen von Anpassungen wegen mehrerer Gebietsveränderungen der Staaten blieb er ungeachtet der Entwicklung ihrer Bevölkerungszahlen bis zur Auflösung des Bundes 1866 in Kraft.
| Bundesstaaten                                      | Fläche [km²] | Einwohner  | Bundesmatrikularkasse (Anteil [%]) | Bundesmatrikularkasse (Absolut in Gulden) |
| -------------------------------------------------- | ------------ | ---------- | ---------------------------------- | ----------------------------------------- |
| Kaiserreich Österreich                             | 197.573      | 10.086.900 | 31,44                              | 9432                                      |
| Königreich Preußen                                 | 185.496      | 09.957.000 | 26,52                              | 7956                                      |
| Königreich Bayern                                  | 076.258      | 04.120.000 | 11,80                              | 3540                                      |
| Königreich Württemberg                             | 019.504      | 01.547.400 | 04,63                              | 1389                                      |
| Königreich Sachsen                                 | 014.993      | 01.480.000 | 03,98                              | 1194                                      |
| Königreich Hannover                                | 038.452      | 01.549.000 | 04,33                              | 1299                                      |
| Großherzogtum Baden                                | 015.269      | 01.175.000 | 03,31                              | 0993                                      |
| Großherzogtum Hessen-Darmstadt                     | 007.680      | 00.720.000 | 02,05                              | 0615                                      |
| Großherzogtum Mecklenburg-Schwerin                 | 013.304      | 00.455.000 | 01,19                              | 0357                                      |
| Großherzogtum Mecklenburg-Strelitz                 | 002.929      | 00.085.000 | 00,24                              | 0072                                      |
| Großherzogtum Oldenburg                            | 006.420      | 00.250.000 | 00,73                              | 0219                                      |
| Großherzogtum Sachsen-Weimar                       | 003.593      | 00.233.814 | 00,67                              | 0201                                      |
| Großherzogtum Luxemburg                            | 002.586      | 00.259.500 | 00,40                              | 0120                                      |
| Kurfürstentum Hessen                               | 009.581      | 00.629.000 | 01,88                              | 0564                                      |
| Herzogtum Anhalt-Dessau                            | 000.840      | 00.057.629 | 00,19                              | 0057                                      |
| Herzogtum Anhalt-Köthen                            | 000.727      | 00.036.000 | 00,10                              | 0030                                      |
| Herzogtum Anhalt-Bernburg                          | 000.780      | 00.043.325 | 00,12                              | 0036                                      |
| Herzogtum Braunschweig                             | 003.690      | 00.245.783 | 00,69                              | 0020                                      |
| Herzogtum Holstein und Herzogtum Sachsen-Lauenburg | 009.580      | 00.450.000 | 00,12                              | 0035                                      |
| Herzogtum Nassau                                   | 004.700      | 00.360.000 | 01,00                              | 0300                                      |
| Herzogtum Sachsen-Altenburg                        | 001.287      | 00.114.048 | 00,33                              | 0099                                      |
| Herzogtum Sachsen-Coburg-Gotha                     | 002.688      | 00.156.639 | 00,37                              | 0111                                      |
| Herzogtum Sachsen-Hildburghausen                   | 0000–        | 00000–     | 0–                                 | 0–                                        |
| Herzogtum Sachsen-Meiningen                        | 002.293      | 00.136.000 | 00,38                              | 0114                                      |
| Fürstentum Hohenzollern-Hechingen                  | 000.236      | 00.017.000 | 00,05                              | 0015                                      |
| Herzogtum Hohenzollern-Sigmaringen                 | 000.906      | 00.042.341 | 01,40                              | 0420                                      |
| Fürstentum Lippe-Detmold                           | 001.133      | 00.077.500 | 00,23                              | 0069                                      |
| Fürstentum Lippe-Schaumburg                        | 000.536      | 00.023.128 | 00,07                              | 0021                                      |
| Fürstentum Liechtenstein                           | 000.159      | 00.005.800 | 00,02                              | 0006                                      |
| Fürstentum Reuß älterer Linie                      | 000.316      | 00.024.500 | 00,07                              | 0021                                      |
| Fürstentum Reuß jüngerer Linie                     | 000.826      | 00.059.000 | 00,17                              | 0051                                      |
| Fürstentum Schwarzburg-Rudolstadt                  | 000.940      | 00.060.000 | 00,18                              | 0054                                      |
| Fürstentum Waldeck                                 | 001.121      | 00.056.000 | 00,17                              | 0051                                      |
| Fürstentum Schwarzburg-Sondershausen               | 000.862      | 00.051.767 | 00,15                              | 0045                                      |
| Landgrafschaft Hessen-Homburg                      | 000.275      | 00.023.000 | 00,07                              | 0021                                      |
| Freie Stadt Lübeck                                 | 000.298      | 00.045.600 | 00,13                              | 0039                                      |
| Freie Stadt Hamburg                                | 000.410      | 00.154.000 | 00,43                              | 0129                                      |
| Freie Stadt Bremen                                 | 000.256      | 00.052.000 | 00,16                              | 0048                                      |
| Freie Stadt Frankfurt                              | 000.101      | 00.054.000 | 00,16                              | [0]0048                                   |

Anmerkungen
1. ↑  Die Bundesmatrikularkasse war die Kriegskasse des Bundes. Angegeben sind die prozentual jährlich einzuzahlenden Anteile und Beträge der einzelnen Staaten.
2. ↑  ohne Ungarn, Siebenbürgen, Galizien, Dalmatien, Slavonien, Illyrien und die oberitalienischen Landesteile, aber mit Triest.
3. 1 2 3 4  Bundesanteil
4. ↑  ohne Ostpreußen, Westpreußen und Posen.
5. ↑  1825 fiel Sachsen-Gotha durch Erbschaft an Sachsen-Coburg und wurde mit diesem zu Sachsen-Coburg-Gotha vereinigt.
6. ↑  1826 wurde Sachsen-Hildburghausen aufgelöst und zwischen Sachsen-Coburg und Gotha und Sachsen-Meiningen aufgeteilt.

## Die Militärverfassung
Die im Jahre 1818 begonnenen Vorberatungen bezüglich einer Militärverfassung konnten mit dem Beschluss der Bundesversammlung vom 9. April 1821 über Allgemeine Grundrisse erfolgreich abgeschlossen werden. Sie enthielten 24 Artikel und sollten ihre Gültigkeit bis 1866 behalten.
Die wichtigsten Artikel waren:
- Die Beteiligung aller Staaten am Bundesheer mit Kontingenten gemäß vorher bestimmter Matrikel
- Die Aufstellung der Kontingente schon im Frieden
- Ständige Einsatzbereitschaft und das Vorhandensein ausgebildeter Reserven
- Die Ernennung der Truppenbefehlshaber durch die Kontingentsherrn – bei gemischten Verbänden durch Übereinkunft
- Unabhängige Militärgerichtsbarkeit der Mitgliedsländer
- Den Oberbefehl für den Bundesfeldherr nur im Kriegsfall – dieser wird gesondert für jeden Krieg ernannt und ist der Bundesversammlung verantwortlich
- Bei allen Maßnahmen muss selbst der Schein einer Vorherrschaft eines Staates über den anderen vermieden werden.

Gleichzeitig wurden vom Engeren Rat am 12. April 1821 die näheren Bestimmungen in 94 Paragraphen festgelegt. Hier wurden die Gliederung des Heeres, die Stärke der Waffengattungen, Bewaffnung, sowie Mobilmachung und Ausbildung festgeschrieben. Mit Nachtragsbeschluss vom 11. Juli 1822 wurden die Bundesfestungen behandelt. Somit stand der Aufstellung des Bundesheeres nichts mehr im Wege.
Einige Fürsten waren in Personalunion sowohl Souveräne deutscher Staaten, als auch fremder Staaten. In dieser Eigenschaft waren der König von Dänemark als Herzog von Holstein und Lauenburg, der König der Niederlande als Großherzog von Luxemburg und Herzog von Limburg und der König von England als König von Hannover im Bundestag vertreten. Der letztgenannte jedoch nur bis 1837.

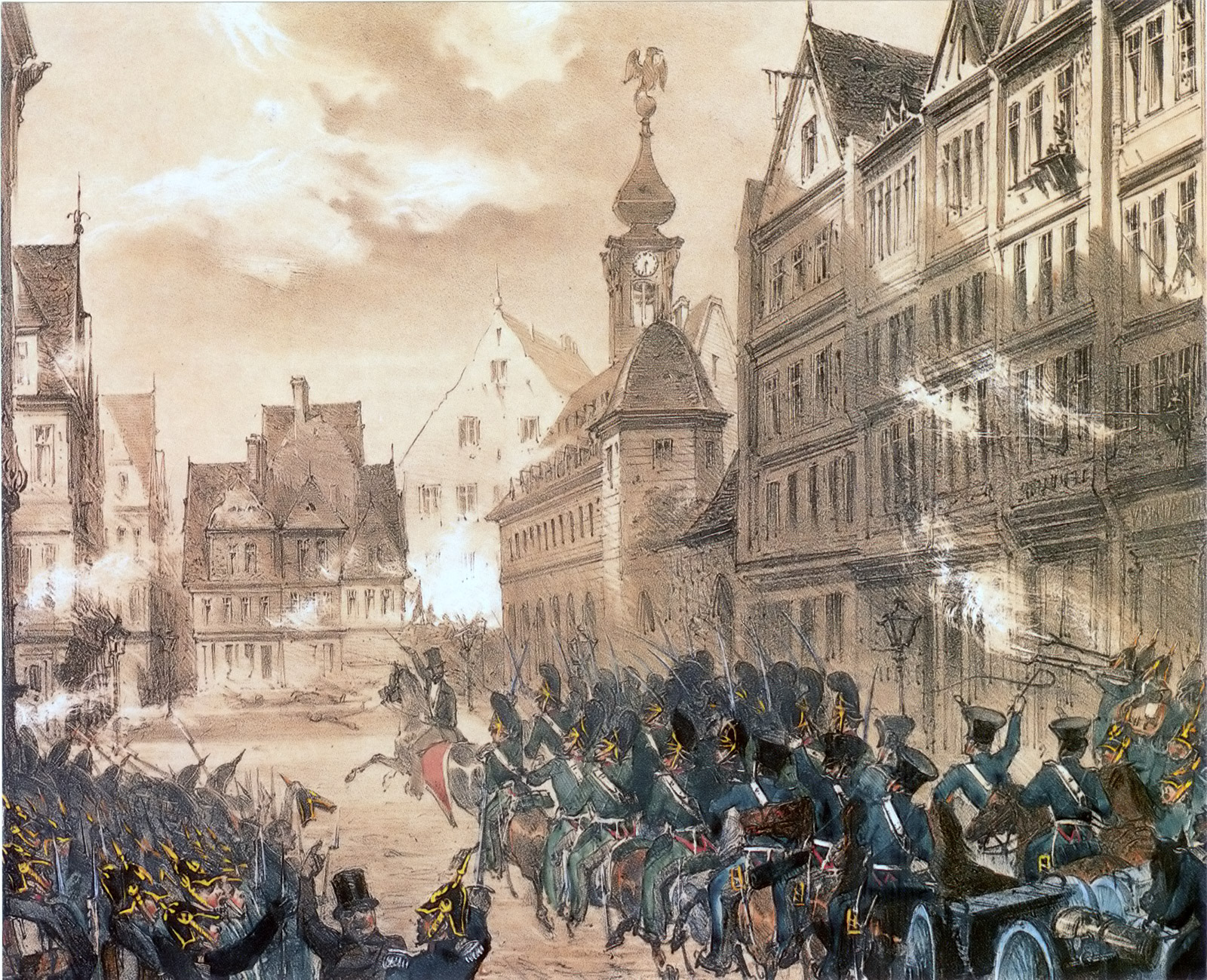
Erstürmung der Barrikade an der Konstablerwache in Frankfurt am Main am 18. September 1848 durch hessisches Militär

## Zusammensetzung und Organisation
Das Bundesheer bestand aus allen damals zur Verfügung stehenden Waffengattungen, Infanterie (einschließlich Jäger), Kavallerie aller Gattungen, Artillerie (sowohl Fuß- als auch Feldartillerie) und Pioniere. Ob die geforderte Sollstärke – insbesondere in den kleineren Kontingente – jemals erreicht wurde, darf angezweifelt werden, da oftmals schlicht die finanziellen Mittel und die für einen Krieg notwendige Bevorratung fehlten. (Trotz des Sieges bei Langensalza musste das Königreich Hannover zwei Tage später aus Munitionsmangel kapitulieren, da sein Heer sich verschossen hatte.)
Jedes Armeekorps hatte einen Sollbestand von zwei Divisionen à zwei Brigaden mit je zwei Regimentern. Abweichend von dieser Regelung konnte eine Brigade aber auch aus vier Bataillonen Infanterie und einem Reiterregiment zu vier Schwadronen bestehen. Die Kriegsstärke eines normalen Bataillons betrug 1200 Mann, allerdings schwankten die Stärken der Infanteriekompanien von 120 bis zu 250 Mann. Die Schwadron bestand aus 120 bis 180 Reitern, eine Artilleriebatterie aus sechs bis acht Geschützen. Im Frieden bestanden jedoch gewöhnlich nur Kaderverbände, so genannte Stämme, die bei der Infanterie mit 5/6 der Offiziere, 3/4 der Unteroffiziere und 1/6 der Mannschaften besetzt sein mussten. Bei der Kavallerie jedoch hatten stets 2/3 aller Reiter und Pferde verfügbar zu sein. Bei der Gestellung der Truppen erfolgte keine Unterscheidung zwischen der Linie und der Landwehr. Die Zusammensetzung der Kompanien, Schwadronen und Batterien, blieb den einzelnen Kontingentsherren überlassen. Nur in Preußen gab es damals eine allgemeine Wehrpflicht, während in den anderen Ländern größtenteils noch das Konskriptionssystem mit Lostausch und Stellvertretung praktiziert wurde. In einigen wenigen Armeen gab es sogar noch Solddienst.

## Die Truppen
Die verschiedenen Heere setzten sich aus unterschiedlichen Truppengattungen zusammen, deren Hauptanteil von der Infanterie gestellt wurde. Der einfache Soldat der Infanterie trug als (unterste) Rangbezeichnung einen Namen der aus Tradition und Überlieferung entstanden war. In der Regel hieß er Füsilier (von franz. fusil, Gewehr), in Preußen Musketier oder Füsilier – je nach Einheit. Die hier bereits zur Infanterie zählenden Grenadiere hatten ursprünglich wegen ihrer gefährlichen Tätigkeit mit der Handgranate eine Sonderstellung innegehabt und standen im Ansehen über der gemeinen Infanterie.
Die Jäger und Schützen fanden wegen ihrer Bewaffnung mit gezogenen Büchsen nur für Sonderaufgaben Verwendung. Ihr Anteil an der Gesamtstärke der Infanterie wurde daher auf fünf Prozent begrenzt. Taktische Einheit der Infanterie war das Bataillon. Die Kompanie- und Regimentsstäbe befassten sich vorwiegend mit Verwaltung und Logistik.
Die Kavallerie war in taktische Einheiten, die Schwadronen (auch Eskadronen), unterteilt. Es wurden Kürassiere, Dragoner, Ulanen, Husaren und Chevauxlegers unterschieden:
- Die Kürassiere zählten zur schweren Reiterei und waren mit entsprechend großen, starken Pferden ausgestattet. Da diese Pferde bei der Beschaffung die höchsten Kosten verursachten, waren die Kürassiere den meisten Klein- und Mittelstaaten zu teuer, weswegen überwiegend die militärischen Großmächte über solche verfügten. Die Kürassiere wurden gewöhnlich in geschlossener Attacke zum schlachtenentscheidenden Angriff eingesetzt.
- Die Dragoner waren ursprünglich beritten gemachte Infanterie, die auf diesem Wege schnell zu Brennpunkten verlegt werden konnte. Inzwischen galten die Dragoner jedoch als vollgültige Kavallerie, je nach Ausstattung mit Pferdematerial wurden sie zur schweren oder leichten Reiterei gezählt.
- Das Gleiche galt für die Ulanen, deren charakteristische Uniformierung auf ihre tatarisch-polnische Herkunft verwies. Die Ulanen führten zusätzlich Lanzen. Zur leichten Kavallerie gehörten auf jeden Fall die Husaren, die, meist aus Freiwilligen bestehend, zur weitreichenden Aufklärung und Streifzügen in das feindliche Hinterland eingesetzt werden konnten.
- Chevauxlegers (franz. für leichte Pferde) zählten ebenfalls zur leichten Kavallerie, diese Bezeichnung war in den meisten Fällen nur ein anderer Name für die Dragoner.

Die Artillerie wurde unterteilt in Fahrende Artillerie, Reitende Artillerie und Fußartillerie. Bei der fahrenden Artillerie saßen die Kanoniere auf den Protzen und Geschützen. Bei der reitenden Artillerie hatte jeder Soldat ein eigenes Pferd; sie sollte bei schnellen Truppenbewegungen Kavallerie und Infanteriespitzen unterstützend beistehen und auch auf dem Schlachtfeld notfalls über eine ausreichende Mobilität verfügen. Dies galt insbesondere bei Situationen, bei denen eine Artilleriemassierung entscheidend sein konnte. Die Fußartillerie war schwere Artillerie. Sie war mit Geschützen ausgestattet, die damals das Prädikat „weitreichend“ trugen, ebenso mit Belagerungsgeschützen. Bei der Fußartillerie marschierten die Kanoniere neben den Geschützen, lediglich die Gespannreiter waren aufgesessen.
Die größeren Staaten unterhielten für spezielle Aufgaben besondere, sogenannte technische Truppen. Deren Einsatz wurde von den Ingenieuren geregelt. Zu den technischen Truppen zählten die Sappeure, die für den Bau oder Abbruch von Verschanzungen zuständig waren, die Mineure führten bei Belagerungen den unterirdischen Minenkrieg, den Pontonieren oblag der Kriegsbrückenbau. Alle diese Spezialtruppenteile firmierten unter dem Sammelbegriff Pioniere. Allerdings hatten auch Infanterieverbände in geringem Ausmaß eigene Sappeure oder Zimmerleute deren Aufgabe darin lag, bei Märschen in der Vorhut etwaige Hindernisse zu beseitigen. Bei Paraden marschierten diese Sappeure besonders prunkvoll uniformiert stets an der Spitze der Infanterie. Für den Nachschub waren, soweit vorhanden, die Traintruppen zuständig. Wo diese nicht ausreichten, wurden Bauern mit ihren Fuhrwerken auf unbestimmte Zeit zwangsverpflichtet.

## Bewaffnung

### Infanterie
Die Bewaffnung der Infanterie des Bundesheeres, die sich seit etwa 120 Jahren kaum geändert hatte, bestand in der Hauptsache aus dem Vorderlader mit glattem Lauf, der preiswert hergestellt werden konnte und von geringer Treffsicherheit war. Die Trefferquote war äußerst unbefriedigend, da sich das Rohr der Flinte schnell mit Pulverrückständen zusetzte.
Aus diesem Grunde nahm man Kugeln, die kleiner waren als der Rohrdurchmesser, wodurch so gut wie keine Führung mehr vorhanden war. Eine große Menge der Vortriebsenergie ging verloren und begrenzte die Effektivität der Waffe auf höchstens 300 Meter. Über diese Entfernung hinaus war wirksames Gewehrfeuer fast nicht mehr möglich. Die starke Rauchentwicklung beim Schuss, die auf das damals verwendete Pulver zurückzuführen war, behinderte die Sicht der Schützen, und nur bei günstigen Windverhältnissen war in angemessener Zeit eine zweite Salve möglich. Deshalb wurden keine Einzelschüsse, sondern nur Gruppenfeuer abgegeben. Auch die großen Fahnen und bunten Uniformen finden ihre Begründung in den starken Qualmwolken, die über das Schlachtfeld zogen. Nur so konnte der Kommandierende, der seine Truppen auf Sicht dirigierte, bei taktischen Maßnahmen den richtigen Truppenteil ansprechen.
Die bisher verwendete und bei schlechtem Wetter sehr störanfällige Zündung durch Feuerstein wurde etwa ab 1830 von allen Armeen durch mit Knallquecksilber gefüllte Zündhütchen ersetzt. Die Adaptierung machte es möglich, ohne große Probleme die bisherigen Feuersteingewehre umzurüsten. Ab 1850 kamen vermehrt Waffen mit gezogenen Läufen in Gebrauch, bei denen die bisherigen Rundkugeln durch Vollblei-Spitzgeschosse mit ausgehöhltem Boden ersetzt wurden. Die Pulvergase drückten in den hohlen Boden der Geschosse, dieser wurde ausgeweitet und presste sich in die Züge und Felder. Dadurch erhöhten sich die Treffsicherheit und Reichweite ganz erheblich. Um den Munitionsnachschub zu erleichtern, führten die süddeutschen Länder 1856 das Vereinsgewehr mit einem Kaliber von 13,9 mm ein. Da dieses Kaliber bereits von Österreich bevorzugt wurde, stellte man dadurch zusätzlich eine gewisse Einheitlichkeit her.
Jäger und Schützen waren von Anfang an mit gezogenen Waffen, den sogenannten Büchsen, ausgerüstet worden. Diese Waffen schossen wesentlich genauer als die herkömmlichen Flinten, jedoch war das Laden mit einem weitaus höheren Aufwand verbunden – die Kugel musste mit einem fettigen Pflaster umwickelt und dann mit einem Hammer in den Lauf getrieben werden. Die letzte erhebliche Verbesserung in der Infanteriebewaffnung bei Teilen des Bundesheeres erfolgte durch die Einführung des preußischen Dreyse-Zündnadelgewehrs.

### Kavallerie
Bei der Kavallerie waren die Kürassiere mit dem gleichen, geraden Degen – dem Pallasch – bewaffnet, den sie bereits im Dreißigjährigen Krieg getragen hatten. Dazu führten sie (meistens zwei) Pistolen, die in Taschen am Vorderteil des Sattels (Schabrunken) aufbewahrt wurden. Die Ulanen führten als Hauptwaffe die Lanze. Leichte Reiterei war mit Säbel, Pistolen und einem verkürzten Gewehr, dem Karabiner ausgerüstet. Der Karabiner hatte durch seinen kürzeren Lauf den Vorteil, auch im Sattel geladen werden zu können.

### Artillerie
Die Feldartillerie (Fahrende Artillerie und Reitende Artillerie) sollte nach der Kriegsverfassung Kanonen mit nur zwei Kalibern, Sechs- und Zwölfpfündern, führen. Vereinzelt gab es daneben auch andere Maße, da den Staaten teilweise das Geld fehlte, um neue Geschütze mit dem vorgeschriebenen Einheits-Kaliber zu beschaffen. Aus diesen Geschützen wurden in der Regel eiserne Vollkugeln verschossen, von deren Gewicht (in Pfund) sich die Bezeichnung der Kanonen ableitete. Neben diesen Feldkanonen gab es außerdem Haubitzen, die ihre Munition auch im Bogenschuss verschießen konnten. Die Haubitzmunition bestand üblicherweise aus mit Pulver gefüllten Hohlkugeln (Granaten). Durch verschiedene Arten der Zündung wurden diese Granaten im Ziel zur Explosion gebracht. Als weitere Munitionsart verwendete man zur direkten Bekämpfung durchgebrochener Infanterie auf kurze Entfernung (nach dem Prinzip des Schrotschusses) Kartätschen: Gehacktes Blei oder Eisen, auch Kieselsteine, die man in einen Blechbehälter oder in einen Leinenbeutel gefüllt oder mit Wachs vergossen hatte: Beim Schuss zerlegten sich die Blechbehälter, die Leinensäcke verbrannten, das Wachs schmolz, und die einzelnen Metallkugeln flogen wie ein überdimensionaler Schrotschuss Richtung Feind. Als Verbesserung wurden ab etwa 1830 mit Kartätschenkugeln gefüllte Granaten, die Schrapnelle eingeführt. Diese Schrapnelle hatten eine größere Reichweite und entsprechend Wirkung auf größere Entfernung. Nach der Einführung der gezogenen und damit weiterreichenden Infanteriegewehre wurde begonnen, die Kanonen ebenfalls mit gezogenen Rohren zu versehen. Dieser Umrüstungsprozess begann ab etwa 1850, die Granate als Langgeschoss verdrängte damit die Rundkugel.
Die Festungsartillerie war mit schweren Geschützen, Zwölf- und Vierundzwanzigpfünder-Kanonen, 7-, 25- und 50-Pfünder-Haubitzen und 25-, 50- und 60-Pfünder-Mörsern ausgestattet. Wegen des hohen Geweichtes dieser Geschütze mussten diese zum Transport üblicherweise in mehrere Lasten zerlegt werden, ebenso erforderte der Munitionstransport für diese Geschütze üblicherweise einen besonderen Aufwand, der einen beweglichen Einsatz in der Feldschlacht unmöglich machte. Sie wurden deswegen ausschließlich zur Belagerung (bzw. Verteidigung) von Festungen eingesetzt. Festungsartillerie und entsprechende schwere Geschütze führen nur die größeren Bundesstaaten. Während die Geschütze der Feldartillerie schon im Frieden (zumindest teilweise) bespannt waren, war eine Bespannung für Festungsartillerie im Frieden üblicherweise nicht vorhanden. Sollten sie aus ihren Depots hervorgeholt werden, geschah dies durch ermietete Bespannung oder (über kurze Entfernung)auch von Hand. Die taktische Einheit der Artillerie war bei der Feldartillerie zu dieser Zweit bereits die Batterie, bei vier bis acht Geschütze nebst einigen Munitionswagen und das zu ihrer Bedienung erforderliche Personal eine Einheit bildeten. Die Festungsartillerie gliederte sich üblicherweise noch in die Batterie (= das in Stellung gebrachte Geschützmaterial) und die Kompanie (das zum Bau der Stellung wie auch zur Bedienung der Geschütze erforderliche Personal).

## Uniformierung
Trotz der in den napoleonischen Feldzügen gesammelten Erfahrungen hatte sich in der Uniformierung seither wenig verändert. Stil und Schnitt entsprachen voll und ganz dem Zeitgeist und der Mode; Aussehen hatte Vorrang vor Zweckmäßigkeit.
Der Uniformrock der Fußtruppen war wie ein Frack mit zwei Schößen gefertigt und äußerst knapp geschnitten. Das Vorderteil endete bereits über oder am Leibriemen, der übliche Stehkragen wurde sehr hoch ausgeführt. Um bei Revuen (Besichtigungen der Truppe) oder Paraden ein möglichst faltenfreies Aussehen zu erreichen, waren die Soldaten manchmal gehalten, die Röcke vorne mit alten Lappen zu unterfüttern. Dieser Uniformrock schützte weder vor Kälte noch vor Wind oder Nässe und schränkte die Bewegungsfreiheit des Trägers erheblich ein.
Die Hosen waren lang geschnitten und üblicherweise unten mit einem Steg versehen. Dieser wurde unter dem Schuh durchgezogen, um der Hose ein strafferes Aussehen zu verleihen. Einige Staaten verwendeten in den Sommermonaten weiße Leinenhosen. Während des hier beschriebenen Zeitraumes wurden hauptsächlich nur von Österreich im größeren Umfang Gamaschen und Stiefel getragen.
Die meisten Soldaten der damaligen Zeit waren à la Mode mit knöchelhohen Schuhen ausgerüstet. Nicht selten waren diese der Einfachheit halber, nur über einen Leisten geschlagen, daher gab es keine rechten oder linken Schuhe, sondern nur gerade, sie mussten sich durch Gebrauch an den Fuß anpassen.
Als Kopfbedeckung dienten meist Tschakos (ung. csákó). Diese bestanden aus einer sich nach oben erweiternden Filzröhre von bis zu 40 cm Höhe, die mit einem Wachstuchdeckel verschlossen war. Versehen mit Schnüren, metallenen Abzeichen, Gardesternen, Schuppenketten und sonstigem Zierrat ergab sich dadurch ein nicht unerhebliches Gewicht. Abweichend hiervon trugen die Masse der bayerischen Soldaten den Raupenhelm und einige sonstige Gardeformationen eine Bärenfellmütze. Die Höhe der Kopfbedeckungen sollte gegen Säbelhiebe schützen, nicht selten diente der Tschako gleichzeitig zur (inoffiziellen) Unterbringung mitgeführter persönlicher Ausrüstung.
Durch die ergonomisch nicht besonders durchdachte Art der Tragegurte für den Tornister, das Seitengewehr mit Bajonett und die Patronentasche wurde der Soldat in seinen Bewegungen zusätzlich behindert. Da auf dem Marsch zu der sowieso schon umfangreichen Ausrüstung unter Umständen noch zusätzliche Utensilien wie Zeltpflöcke, Beilpicke, Schaufel oder Kochkessel getragen werden mussten, ergaben sich hier Gesamtgewichte von bis zu 40 Kilogramm, was schnell bis an die Grenzen der Leistungsfähigkeit heranreichte.
Die Kavallerie war entsprechend ihrer Truppengattung unterschiedlich uniformiert. Die Kürassiere mit dem zu der damaligen Zeit noch üblichen ganzen Harnisch (Brust und Rückenteil; später entfiel der Rückenteil bei den meisten Armeen) über dem Waffenrock (oder Koller genannt), langer Hose und einem Bügelhelm mit oder ohne Raupe. Die Dragoner und die Chevauxlegers führten entweder einen Bügelhelm oder einen Tschako, je nach den Bestimmungen in der jeweiligen Armee. Die Ulanen waren bereits damals an ihrer charakteristischen Kopfbedeckung mit der viereckigen Deckelplatte (Tschapka) kenntlich. Die Husaren waren ausnahmslos auf die sogenannte ungarische Art uniformiert, reichverschnürte Dolmans, eine besondere Art von Leibbinde, die typische Säbeltasche und der besondere Haarschmuck (lange Schnurrbärte, geflochtene Schläfenzöpfe) gaben ihnen ein exotisches Aussehen.
Ab 1840 ging man mit dem allmählichen Wechsel vom Uniformfrack zum Waffenrock stärker auf die Bedürfnisse der Truppe ein. Auch die Pickelhaube, zunächst noch in ihrer hohen Form, begann von Preußen aus ihren Siegeszug.

## Ausbildung und Ausbildungseinrichtungen

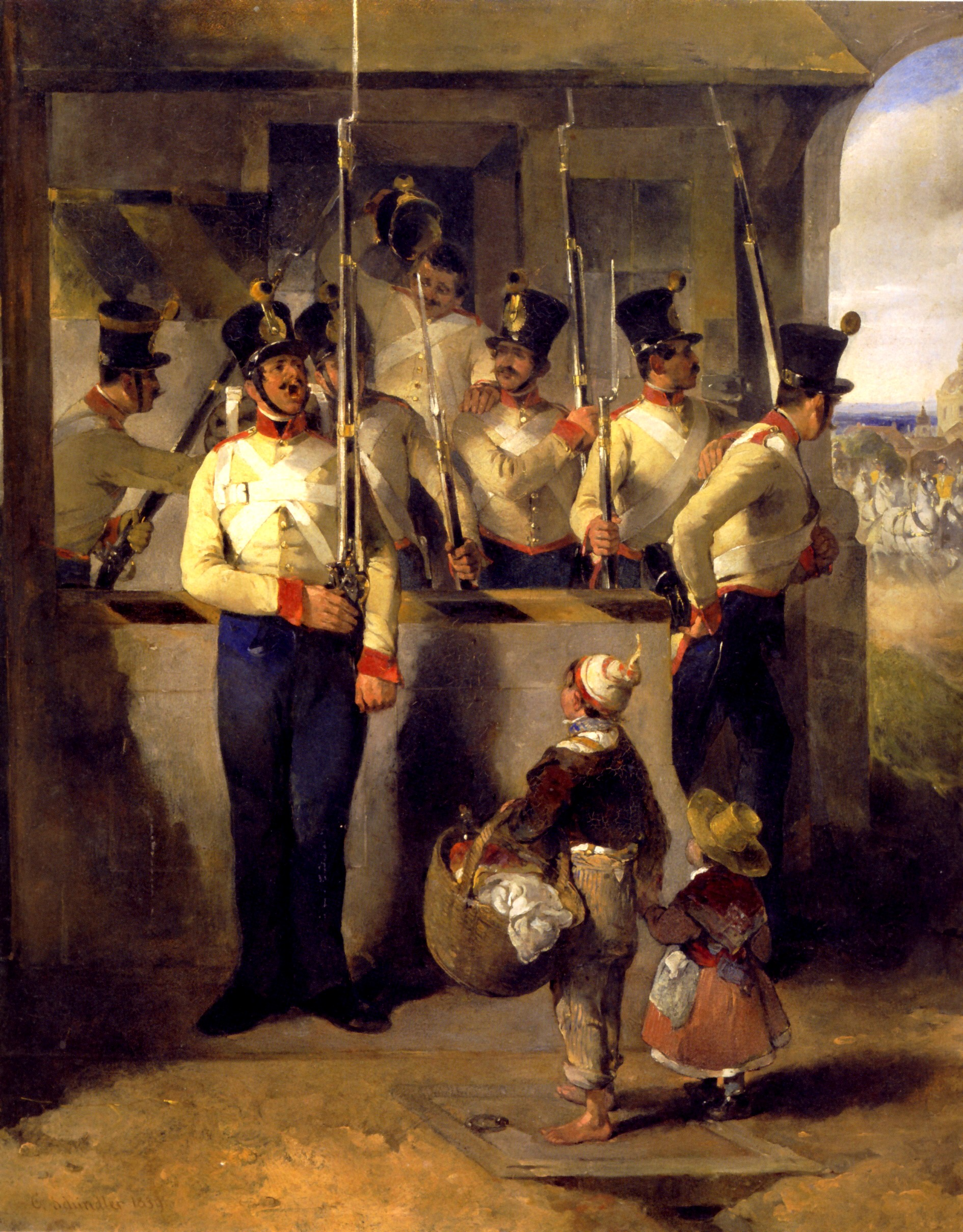
Österreichische Schildwache 1839

Die Bundesmilitärverfassung hatte eine vollständige Ausbildung aller angeschlossenen Truppen verbindlich vorgeschrieben. Durch die lange Kriegszeit der napoleonischen Epoche waren viele Mitgliedstaaten jedoch finanziell nicht in der Lage, diesen Vorgaben nachzukommen. Vielerorts konnten nur schwache Kaderverbände unterhalten werden. Übungen in größeren Verbänden, um die Truppe aneinander zu gewöhnen waren ebenfalls nicht realisierbar. Die vorhandenen Soldaten bei den meisten Kleinstaaten wurden allenfalls mit Exerzier- und Wachdienst beschäftigt.
Bedingt durch die Zielungenaigkeit der glattrohrigen Gewehre konnte auch das Ergebnis jeder Schießausbildung nur als äußerst mangelhaft eingestuft werden. Dies änderte sich erst mit der Einführung der gezogenen Hinterlader. Regelrechte Manöver wurden mit den gemischten Armeekorps so gut wie nie abgehalten. Das ausnahmsweise im Jahre 1843 veranstaltete Manöver des X. Armeekorps in der Lüneburger Heide beschränkte sich auf vorher einstudierte Gefechtsbilder, war eine reine Schauveranstaltung und hatte keinerlei taktischen Wert.
 In den Militärbildungs- und Erziehungsanstalten der größeren Staaten wurden künftige Offiziere mit den für ihre spätere Laufbahn erforderlichen Fachwissen versehen. Für die Offiziersweiterbildung standen Kriegsschulen, den Ingenieurs- und Artillerieoffiziern besondere Studienmöglichkeiten zur Verfügung.
Da es bis 1846 kein Inspektionswesen gegeben hatte, war auch keine Kontrolle des Ausbildungsstandes vorhanden. Das hatte dazu geführt, dass die Kampfausbildung in einigen Armeen nicht sehr effizient bzw. nicht vorhanden war. Erst ab 1846 wurden nach gemeinsamen Beschluss einige Generale mit der Musterung der Truppen beauftragt. Diese Musterungen (oder auch Bundesinspektionen) fanden daraufhin alle fünf bis sieben Jahre statt, änderten an den grundlegenden Mängeln aber wenig, da sie wirkungslos blieben.
Als 1859 anlässlich des Österreichisch-Italienischen-Französischen Krieges eine große Mobilmachung erfolgte, zeigten sich die erschreckenden Schwächen im Bundesheer. Lediglich Preußen zog daraus die Konsequenzen und führte 1859/60 eine Neuorganisation seiner Armee durch. Die dadurch erfolgte Verbesserungen in Ausbildung und Bewaffnung ließen Preußen zum militärischen Vorbild Norddeutschlands werden.
Viele der kleineren Armeen lehnten sich jetzt stärker an Preußen an, 1861 kam es zu einer ersten Militärkonvention mit Sachsen-Coburg-Gotha, dem 1862 Waldeck und Sachsen-Altenburg folgten.

## Festungen

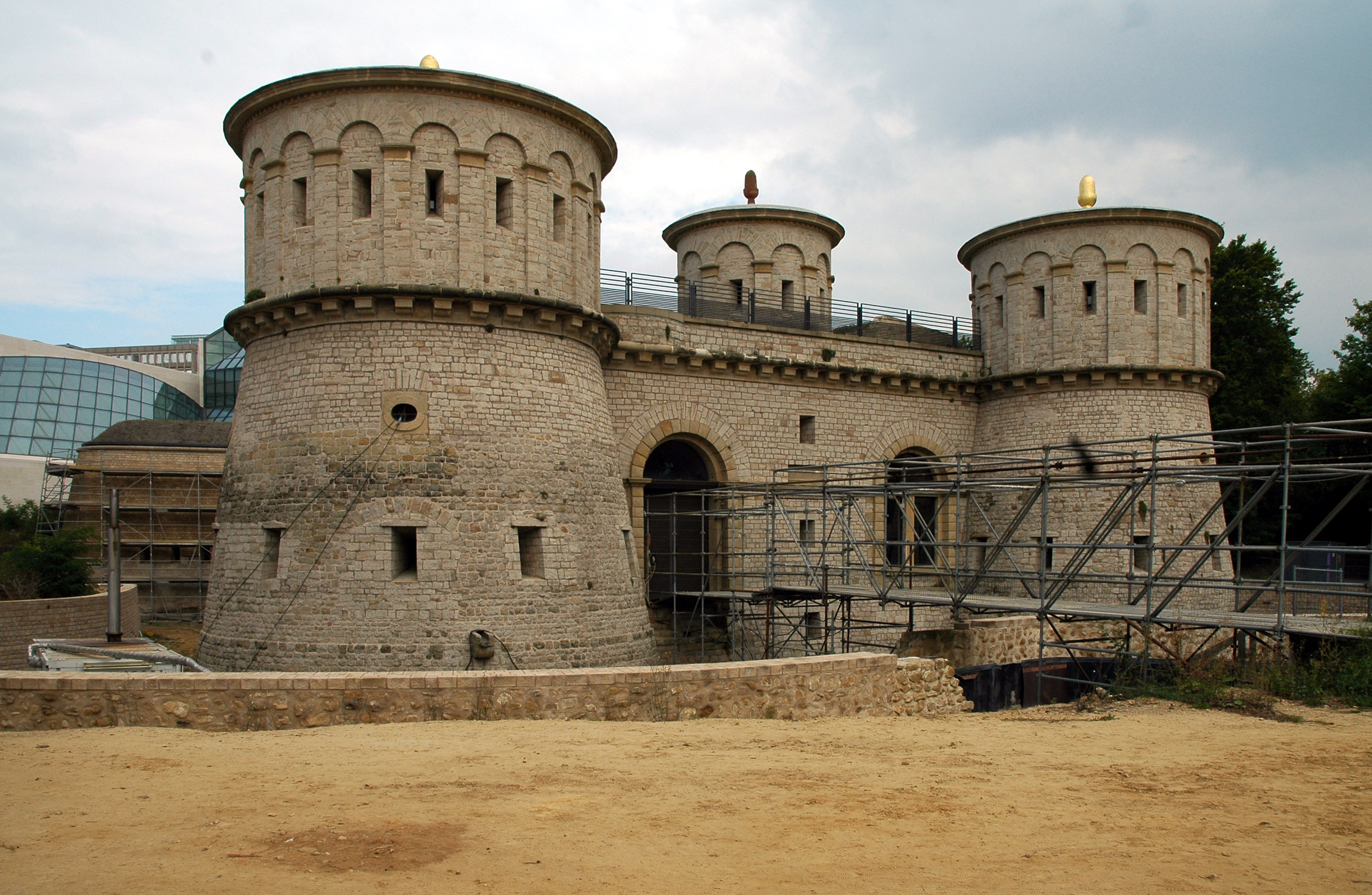
Fort Thüngen der Bundesfestung Luxemburg

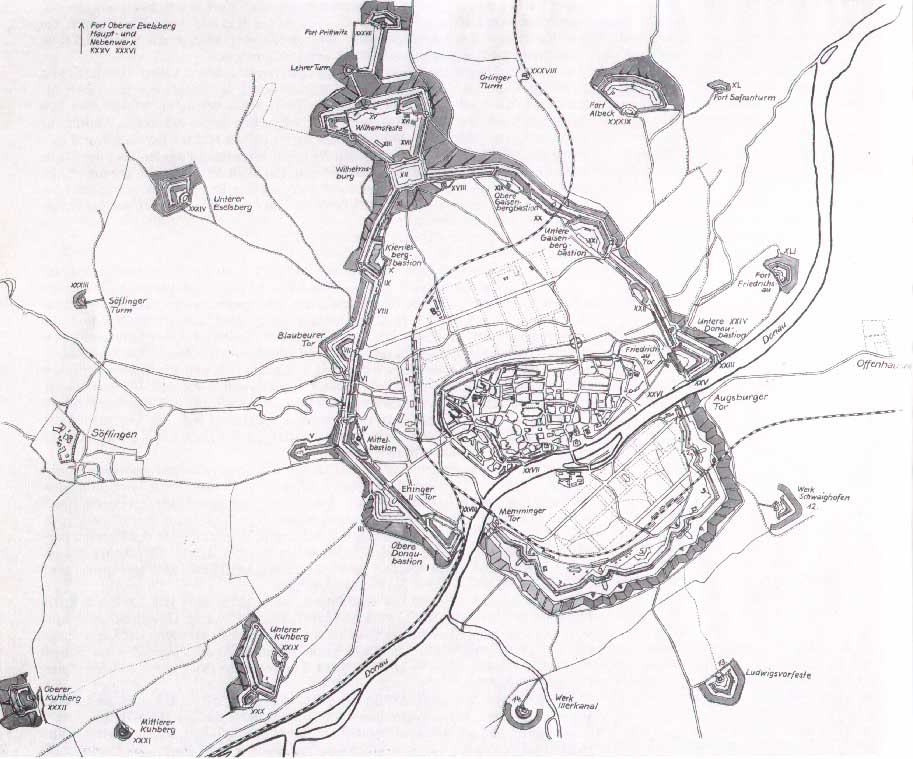
Plan der Bundesfestung Ulm

Ein wichtiger Bestandteil des Bundesheeres waren seine Festungen. Bereits 1818 beschloss das Militärkomitee des Deutschen Bundes in Frankfurt die Grenzsicherung durch den Bau von Bundesfestungen. Es wurden dies Festungen, die zur gemeinschaftlichen Verteidigung der deutschen Gebiete vorgesehen waren. Die Mittel dafür stammten aus der französischen Kriegsentschädigung von 1815. Da nach den Erfahrungen seit dem Dreißigjährigen Krieg Frankreich als Hauptgegner angesehen wurde, zog sich ein Festungsriegel von Luxemburg über Landau, Mainz, Rastatt bis nach Ulm. Dazu kamen noch die bayerische Festung Ingolstadt und Festung Germersheim, (letztere war mit Bundesmitteln erbaut worden) sowie die preußischen Festungen Koblenz und Saarlouis. Die Bundesfestungen waren direkt der Militärhoheit des Bundes unterstellt und wurden von diesem verwaltet.
Dem Bund stand das Besatzungsrecht zu, weswegen z. B. die Festung Luxemburg zu drei Vierteln von preußischen und zu einem Viertel von der Luxemburger Armee besetzt war. Der Gouverneur dieser Festung war stets ein preußischer General. Ab dem Staatsvertrag von 1856 bestand die Besatzung nur noch aus preußischen Truppen.
Die Festungen Mainz und Koblenz waren zum Schutz des mittleren Rheins vorgesehen. Die Friedensbesatzung von Mainz betrug etwa 7.000 Mann, die im Verteidigungsstand auf 20.000 Mann gebracht werden sollte. Stationiert waren hier zu gleichen Teilen Österreicher und Preußen, sowie ein großherzoglich Hessisches Infanterieregiment. (Mainz gehörte zu dieser Zeit zum Großherzogtum Hessen-Darmstadt). Während des Deutschen Krieges 1866 wurde jedoch die Besatzung der Festung Mainz nahezu ausschließlich von der Kurhessischen Armee gestellt. In der Festung Landau lag eine Friedensbesatzung aus bayerischen Truppen, die im Verteidigungsstand durch badische Verbände auf den vollen Kriegsstand gebracht werden sollten.
Ab 1841/42 kamen die Festungen Rastatt und Ulm hinzu. Die Garnison von Rastatt bestand aus Österreichern, Preußen und Badischen Truppen, Baden stellte den Gouverneur. In Ulm stellten Württemberg und Österreich die Besatzung, im Brückenkopf Neu-Ulm die Bayern. Gouverneur und Festungskommandant wurden wechselweise von Württemberg und Bayern gestellt. In den Festungen Germersheim, Ingolstadt, Koblenz und Saarlouis standen Truppen der jeweiligen Länder. Die nicht als Bundesfestungen aufgeführten Verteidigungsanlagen wären in einem militärischen Konflikt des Bundesheeres natürlich involviert gewesen, weswegen sie als Teil des Systems betrachtet werden müssen.

## Feldzeichen

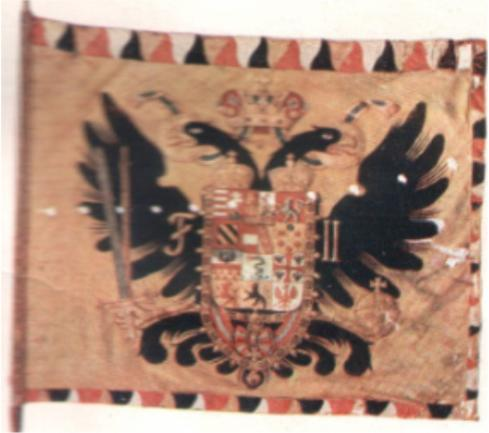
Österreichische Regimentsfahne

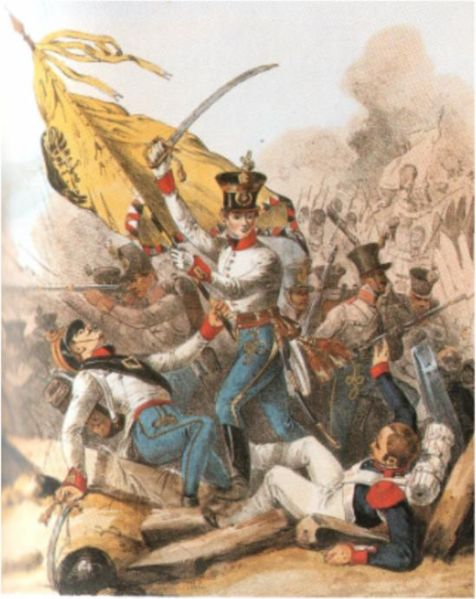
k.k. Ungarische Infanterie mit Fahne-
Der Offizier trägt das „Zwoagerl“ am Tschako

Als Feldzeichen führte jedes Bataillon eine Fahne. Diese Fahne war in der Schlacht von äußerster Wichtigkeit. Die Schwarzpulverwolken der abgefeuerten Salven, vor allem der Artillerie und (oder) nach einer Attacke der feindlichen Reiterei, behinderten die Sicht erheblich. Der vorher noch festgefügte Zusammenhalt ging unter diesen Sichtbedingungen schnell verloren. Dann bildete die Fahne den einzigen Anhaltspunkt zum Sammeln. Als einheitliches Feld- bzw. Erkennungszeichen wurde die in den Koalitionskriegen getragene weiße Armbinde bis etwa 1848 beibehalten. Danach setzte sich (außer in Österreich) – allerdings nur für kurze Zeit – die schwarz-rot-goldene Kokarde durch. Im Feldzug von 1866 wurde sie von den süddeutschen Truppen wieder angelegt. Nur die Infanterie der Stadt Frankfurt hatte diese Kokarde die ganze Zeit über geführt. Als weiteres Feldzeichen war es bei den Österreichern üblich, ein dreiblättriges Eichenlaub oder Tannenreis an der Kopfbedeckung zu befestigen. Dieses „Zwoagerl“ genannte Abzeichen wurde durch die Bürger der Festung Mainz zum gutmütig-spöttischen „Zwockel“ bzw. „Zwoggel“ verballhornt, ein Ausdruck der im Rheinland heute noch benutzt wird.